# 일자리 119
일자리 119는 2009년 10월 24일부터 2012년 12월 29일까지 방송되었던 시사교양 프로그램이다.

## 기획 의도
365일 열려있는 채용시장을 제공하며, 딱 맞는 일자리를 찾도록 맞춤가이드를 제시하는 시사교양 프로그램이다.

## 방송 시간
| 방송 채널 | 방송 기간                           | 방송 시간                              |
| --------- | ----------------------------------- | -------------------------------------- |
| KBS 1TV   | 2009년 10월 24일 ~ 2009년 12월 26일 | 매주 토요일 오전 11시 ~ 12시           |
| KBS 1TV   | 2011년 1월 22일 ~ 2011년 9월 24일   | 매주 토요일 오후 3시 10분 ~ 4시 10분   |
| KBS 1TV   | 2011년 10월 22일 ~ 2011년 12월 17일 | 매주 토요일 오후 2시 30분 ~ 3시 30분   |
| KBS 1TV   | 2012년 1월 28일 ~ 2012년 12월 29일  | 매주 토요일 오후 3시 ~ 4시             |
| KBS 2TV   | 2010년 5월 14일 ~ 2010년 12월 31일  | 매주 금요일 오전 11시 20분 ~ 12시 20분 |